# La madre (film 1926)
La madre (Мать) è un film del 1926 diretto da Vsevolod Pudovkin. Il soggetto è liberamente tratto dall'omonimo romanzo di Maksim Gor'kij.

## Trama
La vicenda si svolge in Russia nel 1905. Michail e Pavel Vlasov, padre e figlio, hanno posizioni politiche opposte: il figlio Pavel è un rivoluzionario, mentre il padre Michail, un alcolizzato, entra a far parte di un gruppo di Centurie nere che il padrone di una fabbrica ha assoldato per sventare uno sciopero organizzato dai rivoluzionari. Nei disordini che ne seguono, Michail resta ucciso, mentre a seguito della segnalazione di un confidente della polizia, la casa di Pavel viene perquisita senza successo. La madre Pelageja, credendo di favorire la posizione del figlio, consegna alla polizia le armi che Pavel nascondeva in casa. Egli viene arrestato, processato e condannato ai lavori forzati. Solo al processo e alla condanna del figlio, la madre comprende le ragioni  della sua azione rivoluzionaria e constata l'ingiustizia d'una società classista e sfruttatrice, cosicché decide di entrare nell'organizzazione operaia e continuare l'azione di Pavel. Si avvicina la primavera, comincia il disgelo e per il primo maggio si prepara un grande sciopero. Anche nel carcere scoppia una rivolta. Pavel è tra coloro che riescono a fuggire e si unisce al corteo dei lavoratori organizzato per l'occasione, nel quale è anche Pelageja che può così riabbracciare il figlio. I dimostranti marciano contro la polizia zarista. Le truppe dello zar inviate a soffocare la dimostrazione sparano sui manifestanti: tra le prime vittime è Pavel, che muore impugnando la bandiera rossa. Pelageja la raccoglie e fronteggia le truppe, ma viene travolta e uccisa dai cavalli dei soldati lanciati contro i dimostranti. Le immagini finali mostrano in sovraimpressione la vittoria della rivoluzione, dodici anni dopo, nel 1917.